# Магдалина Вълчанова
Магдалина Василева Вълчанова е българска манекенка и модел.

## Биография
Магдалина Вълчанова е родена на 3 април 1977 година в град Пловдив. Тя е „Мис Вселена България 2000“, след като печели втора почетна позиция на конкурса Мис Свят България 2000. Тогавашен лицензиант на надпреварите Мис Свят и Мис Вселена за България е Страхил Гановски и агенция Бок Смарт Моделс, която организира конкурса съвместно с модна агенция „Визаж“.